# 香港政府採購冒牌樽裝水事件
香港政府採購冒牌樽裝水事件，又稱政府飲用水事件、政府樽裝水事件、政府飲用水風波、政府採購樽裝水事件，是一件於2025年8月爆發、有關香港政府的爭議事件。事件涉及香港政府物流服務署（物流署）及鑫鼎鑫商貿（鑫鼎鑫）之間的政府飲用水合約。

## 起因
2025年3月，因應原有合約屆滿，政府物流服務署透過公開招標，揀選合適供應商為政府各決策局及部門供應樽裝飲用水。2025年6月，物流署完成招標後，批出為期3年的合約，分別由「鑫鼎鑫商貿有限公司」的“鑫樂”品牌負責香港島和部分離島、屈臣氏集團（香港）有限公司負責九龍，以及「時貿國際有限公司」的“Happy喜士”品牌負責新界和部分大嶼山的樽裝水，當中鑫樂及Happy喜士為中國內地品牌。
然而，「鑫樂」飲用水製造商之一樂百氏多地分公司在2017年曾被中國內地官方媒體點名三年內六次上黑榜，涉及致癌物溴酸鹽、微生物超標等醜聞。由於部份公務員不信任這個陌生兼有黑歷史的內地品牌，多區政府部門出現公務員自行訂水的情況。
政府回應傳媒查詢時表示，香港島、九龍及新界三張飲用水合約的總金額比對上三張合約的總金額，每年可省下約1600萬港元。行政長官李家超則表示，政府非常重視飲用水水質安全，而任何人投標必須有獨立實驗室對水質安全的認證，而且政府有抽驗制度，如供應商不符合標準，可以即時取消合約關係。

## 事態發展

### 物流署暫停合約
2025年8月，樂百氏致函物流署，稱未曾提供或授權任何人提供飲用水予港府，與中標公司沒有任何業務來往。2025年8月16日，政府發表新聞稿，表示物流署因應近日取得有關鑫鼎鑫的營運資料，未能信納鑫鼎鑫能繼續履行合約，遂決定根據合約條款暫停合約，並會繼續嚴肅跟進，以採取進一步行動，包括是否終止有關合約，亦已將事件交予警方調查。當局並表示為確保飲用水的供應，已安排屈臣氏集團暫時為港島和部分離島政府辦公室供應其製造的「COOL清涼」品牌樽裝飲用水。
有傳媒報導鑫鼎鑫的樽裝水樽身招紙印有包裝商為「鑫鼎鑫商貿有限公司」，製造商為「樂百氏（廣東）飲用水有限公司廣州分公司」、「觀音山飲用水有限公司」及「羊台山飲品有限公司」，廠址聲稱是廣州市白雲區太和鎮白山村，但三家公司均全部否認有飲用水供港。亦有傳媒前往鑫鼎鑫位於北角的辦事處了解事件，但發現大廈水牌未標示公司名，公司門口亦沒有招牌，沒有人應門。
另一方面，針對有報道指出香港標準及檢定中心曾為「鑫樂觀音山」進行水質測試，身兼該中心董事的立法會議員林健鋒否認相關傳聞，並譴責相關公司偽造文件騙取政府巨額合約，罔顧食水安全。

### 跟進行動
2025年8月17日，財經事務及庫務局局長許正宇召開緊急會議，強調將全面檢討現行政府採購機制，並已主動邀請審計署審查招標過程，以找出任何漏洞或不足之處。他表示這起事件不僅引起政府同事的關注，也引起了公眾的廣泛關注。他將親自率領專責小組，聯同多個部門的代表，檢討現行政府採購機制，並解決潛在的漏洞，並預計三個月內將提交一份包含初步建議的報告。當局也指示政府物流服務署承擔主要責任並加快跟進工作，包括繼續密切監察瓶裝水供應商的合約履行情況，並全面檢討其他相關的政府合約。另外，物流署已通知各政策局及部門收起相關樽裝飲用水和作出相應安排。翌日，物流署終止由「鑫鼎鑫」向港島及部分離島辦公室供應「鑫樂」樽裝水的合約，以及其負責人有關的3張化學品合約。
負責運送涉案飲用水的易通安達物流表示，該公司經內地報關公司介紹與鑫鼎鑫合作，事前不認識鑫鼎鑫相關人士。該公司共運送了超過3萬樽水，但未簽任何合同，而對方仍未支付運費。

### 鑫鼎鑫負責人被捕
2025年8月18日，警方及海關拘捕鑫鼎鑫負責人呂子聰、陳碧琳夫婦，分別為董事及股東，同時正追緝一名內地男子。兩夫婦涉嫌在標書訛稱飲用水由內地某品牌供應商（即樂百氏）提供，但樂百氏8月致函物流署澄清從沒有與香港公司合作向特區政府供應產品。追查發現飲用水來自東莞樟木頭一間廠房，海關將赴東莞調查衞生規格。警方在元朗牛潭尾一個貨倉內發現2,600桶同批次的飲用水，相信另有3萬桶已送到各區，政府化驗所化驗後證實可安全飲用。據警方初步了解，飲用水的付款期為供應服務後30日，相信政府尚未向鑫鼎鑫支付任何款項。
8月19日，呂子聰被控一項欺詐罪，在東區裁判法院提堂，被法官拒絕保釋申請，還押至11月11日再訊。陳碧琳則獲准保釋候查，9月中向警方報到。

## 迴響
事件引起社會各界關注。公務員工會聯合會總幹事梁籌庭認為招標過程涉及公帑，而且飲用水會影響員工健康，認為當局日後應加強把關。立法會議員鄧家彪認為政府對新的供應商理應有更嚴格的審查，當局應檢視在招標過程中有否出現問題，甚至改革招標程序，避免同類事件再發生。多名立法會議員亦認為質素比價錢更重要，當局招標時應小心查核，不應只考慮價錢。亦有議員認為如事件涉及人為錯誤，負責採購的部門或需問責。